# Ugartegoikoa
Ugartegoikoa es un núcleo de población español del municipio de Múgica, perteneciente a la provincia de Vizcaya, en la comunidad autónoma del País Vasco.

## Demografía
En 2023, el núcleo de población, encuadrado dentro de la entidad singular de población de Ugarte, tenía empadronados 253 habitantes.